# Benjamin Preston Clark
Benjamin Preston Clark (West Roxbury, 8 ottobre 1860 – Filadelfia, 11 gennaio 1939) è stato un entomologo statunitense.
Si specializzò in Lepidotteri ed in particolare in Sphingidae. La sua collezione di esemplari provenienti da tutto il mondo è conservata al Carnegie Museum of Natural History (CMNH) di Pittsburgh. Scrisse l'opera New American Sphingidae nel 1916 ed una grande quantità di lavori ed articoli, descrivendo molte nuove specie di Sfingidi.